# Bahnhof Perpignan

Der Bahnhof Perpignan [pɛʀpiˈɲɑ̃], katalanisch Perpinyà [pərpiˈɲa], ist ein Bahnhof in der Stadt Perpignan im Departement Pyrénées-Orientales, Occitanie, Südfrankreich. Er liegt an den Bahnstrecken Narbonne–Portbou und Perpignan–Villefranche-de-Conflent, von der die LGV Perpignan–Figueres abzweigt.

## Geschichte
Der Bahnhof wurde 1858 eröffnet.

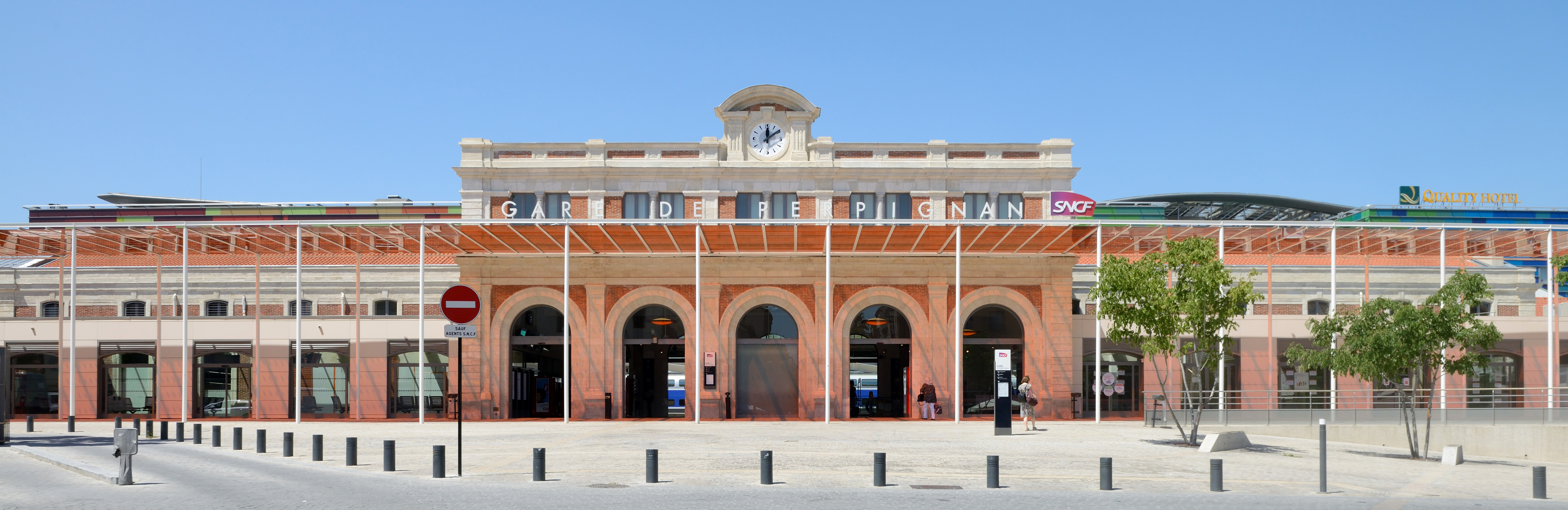
Bahnhofsvorplatz und Empfangsgebäude

Ein Teil des Bahnhofs wurde im Stil von Salvador Dalí dekoriert, für den der Ort eine besondere Bedeutung hatte, da er ihn als „Zentrum des Universums“ bezeichnete, nachdem er dort 1963 eine Vision von kosmogonischer Ekstase erlebt hatte und schuf 1965 ein Gemälde namens La Gare de Perpignan.

## Verkehr
Der Bahnhof wird von TGV-, Intercités- und TER-Zügen der SNCF bedient.